# TýTý 2012
Vyhlášení 22. ročníku ankety TýTý 2012 se konalo 27. dubna 2013 v Divadle na Vinohradech. Večerem provázel Karel Šíp a přímým přenosem jej od 20 hodin vysílala Česká televize.

## Výsledky
| Kategorie                          | Vítěz               | Televize       |
| ---------------------------------- | ------------------- | -------------- |
| Osobnost televizního zpravodajství | Lucie Borhyová      | TV Nova        |
| Sportovní moderátor                | Vojtěch Bernatský   | Česká televize |
| Osobnost televizní publicistiky    | Josef Klíma         | TV Nova        |
| Osobnost televizní zábavy          | Karel Šíp           | Česká televize |
| Zpěvák                             | Karel Gott          |                |
| Zpěvačka                           | Lucie Vondráčková   |                |
| Herec                              | Ondřej Brzobohatý   | TV Nova        |
| Herečka                            | Veronika Freimanová | Česká televize |
| Seriál roku                        | Vyprávěj            | Česká televize |
| Pořad roku                         | Partička            | Prima TV       |
| Objev roku                         | Martin Kraus        | Prima TV       |
| Absolutní vítěz                    | Josef Klíma         | TV Nova        |
| Dvorana slávy                      | Lubomír Lipský      |                |